# Sylvensteinstausee
Sylvensteinstausee (také německy Sylvensteinspeicher) je sypaná hráz, která se nachází v údolí Isar v alpské částí Horního Bavorska. V minulosti bylo na řece, která je pojmenována Isar podle údolí, a na jejich přítocích vybudováno několik vodních elektráren. To však mělo za následek, že se řeka Isar v letních měsících dostávala v určitých místech téměř na dosah vyschnutí. A tak bylo rozhodnuto a vybudování nového vodního díla, které mělo sloužit jako protipovodňová ochrana pro města Bad Tölz a Mnichov a také měla za úkol regulovat stav vody v řece a udržovat aktivní průtok 4 m³ za sekundu. Přehrada byla postavena mezi lety 1954 a 1959 a je také vodní elektrárnou o instalovaném výkonu 3,2 MW, která však po modernizaci v roce 2000 je schopna generovat 3,8 MW.
Během velkých záplav v celé Evropě v roce 2005 bylo na přehradě dosaženo maximální kapacity a provozovatel byl nucen vypustit do řeky mnohem více vody než obvykle, avšak právě díky této přehradě nebyly následky záplav nijak závažné.

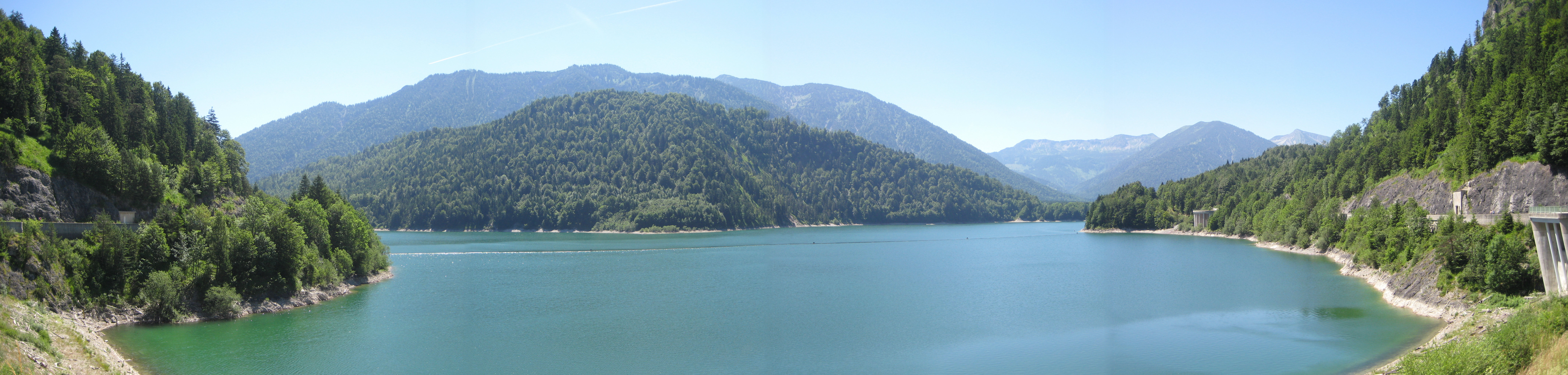
Přehrada Sylvenstein